# Дубинецене, Алдона-Станислава Казевна
Алдо́на-Станисла́ва Казевна Дубинецене (1927—2009) — Герой Социалистического Труда (1971).

## Биография
Родилась в 1927 году в Ражюосе. Член КПСС с 1970 года.
С 1956 года — доярка учебного хозяйства Литовской ветеринарной академии, Каунасского района Литовской ССР.
Досрочно выполнила личные социалистические обязательства и плановые производственные задания Восьмой пятилетки (1966—1970) по надою молока. 8 апреля 1971 года Указом Президиума Верховного Совета СССР удостоена звания Героя Социалистического Труда «за выдающиеся успехи, достигнутые в развитии сельскохозяйственного производства и выполнении пятилетнего плана продажи государству продуктов земледелия и животноводства» с вручением ордена Ленина и золотой медали Серп и Молот.
Умерла в Литве в 2009 году.